# Вататсуміт
Вататсуміт (ватацуміт) (англ. watatsumiite) — мінерал класу силікатів, група нептуніту. Названий на честь японського бога моря Вататсумі.

## Загальний опис
Хімічна формула: Na2KLi(Mn2+,Fe2+)2V4+2[Si8O24]. Округлі призматичні зерна. Сингонія моноклінна. Твердість 5,5–6. Густина 3,16. Колір зелений, жовтувато-зелений. Риса біла. Прозорий. Блиск скляний. Спайність досить недосконала. Утворюється в метаморфізованій зоні марганцевих руд. Осн. знахідки шахта Танохата, о. Хонсю, Японія.